# 梁玉華
梁玉華 ，OMB（Leong Iok Wa，1951年11月29日—），第二、三屆澳門立法會直接選舉議員。

## 現任
1. 澳門特別行政區第三屆立法議員
2. 澳門工會聯合總會副會長
3. 澳門護士學會副會長
4. 第十一屆全國人大代表

## 曾任
1. 澳門衛生司護士牌照技術委員會委員
2. 澳門護士學會理事長
3. （中國）中華護理學會理事
4. 澳門婦女聯合會理事